# Ondřej Smetana
Ondřej Smetana ([onˈdrʲej ˈsmɛtana]; * 4. September 1982 in Ostrava) ist ein ehemaliger tschechischer Fußballspieler und heutiger Trainer.

## Karriere
Der rechtsfüßige Stürmer verbrachte die ersten neun Jahre seiner Profikarriere in verschiedenen Vereinen der ersten drei Spielklassen Tschechiens, bevor er ab 2010 über die Slowakei nach Belgien und schließlich nach Deutschland gelangte. Dort unterschrieb er im Juni 2012 zunächst auf Leihbasis vom belgischen VV St. Truiden einen Ein-Jahres-Vertrag beim Drittligisten Hansa Rostock; zudem wurde eine Kaufoption vereinbart. Für Hansa spielte Smetana daraufhin in 25 Partien, in denen er insgesamt acht Tore erzielte. Zusätzlich wurde er im September und Oktober 2012 jeweils zum Drittliga-Spieler des Monats gewählt und belegte letztlich den zweiten Platz bei der Wahl zum Drittliga-Spieler des Jahres. Nach einer kurzen Station in der ersten Liga Zyperns verpflichtete ihn im Januar 2014 der Drittligist SV Elversberg für die Rückrunde. Dann folgte eine Spielzeit bei Fotbal Třinec und im Sommer 2015 der Wechsel zu Union Neuhofen/Ybbs nach Österreich.

## Trainer
Seit 2018 ist Smetana mit kurzzeitiger Unterbrechung Trainer des tschechischen Drittligisten FC Odra Petřkovice. Nach weiteren Positionen, unter anderem bei Baník Ostrava, gelang ihm 2024 der Gewinn des Slowakischen Pokals mit dem MFK Ružomberok.